# Passaport espanyol
El passaport espanyol és un document públic, individual i intransferible lliurat a títol personal que acredita la identitat i la nacionalitat espanyola del titular tant a l'interior del país com a l'estranger. Tots els documents són biomètrics i incorporen un xip amb les dades personals del ciutadà. El passaport pot ser ordinari, per a viatges qualssevol; col·lectiu, vàlid només per a un viatge; oficial, per a representants del govern espanyol, o bé diplomàtic.

## Visats
El 2018, els espanyols tenien accés sense visat o amb visat a l'arribada a 187 estats i territoris, cosa que situa el passaport espanyol a la tercera posició, juntament amb el finlandès, el francès, l'italià, el sud-coreà i el suec. A més, els titulars poden viure i treballar en qualsevol estat de la Unió Europea, on tenen llibertat de circulació.

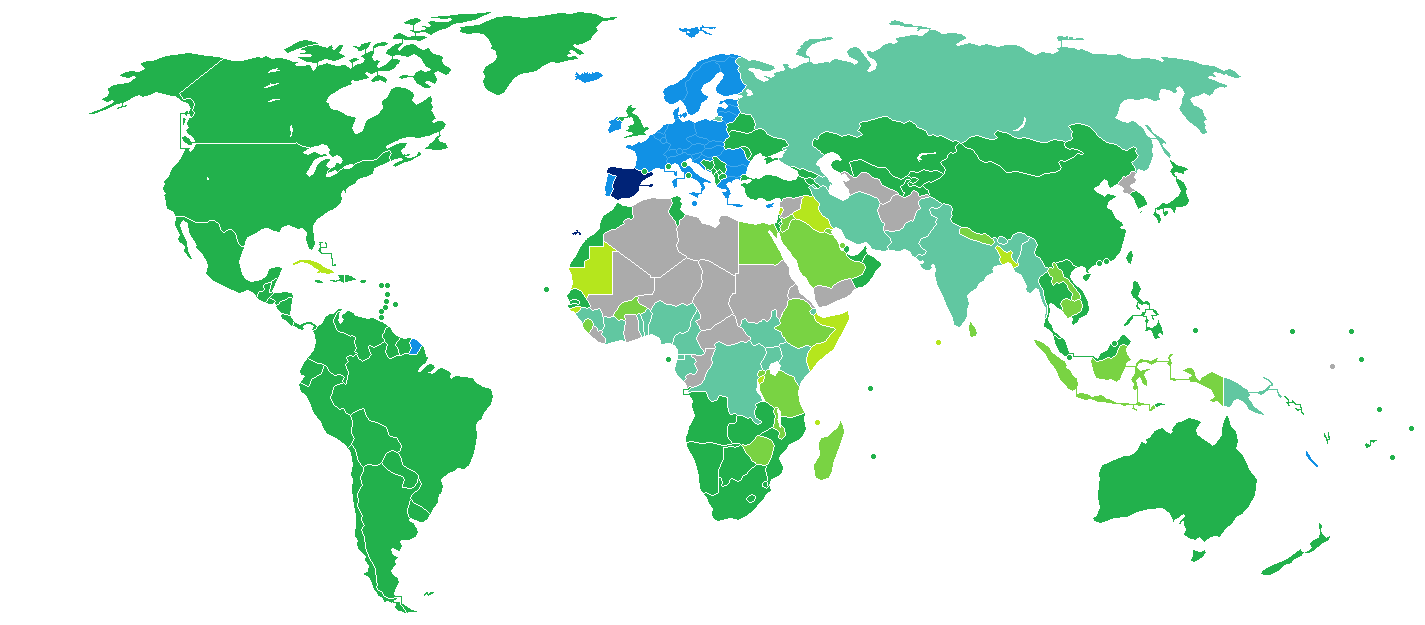
Espanya
Lliure circulació
Visat no necessari
Visat a l'arribada
Visat electrònic
Visat a l'arribada o visat electrònic
Visat necessari abans de l'arribada